# Tắc Vân
Tắc Vân là một xã thuộc thành phố Cà Mau, tỉnh Cà Mau, Việt Nam.

## Địa lý
Xã Tắc Vân nằm ở phía đông thành phố Cà Mau có vị trí địa lý:
- Phía đông và phía bắc giáp tỉnh Bạc Liêu
- Phía tây giáp phường Tân Thành và xã Tân Thành
- Phía nam giáp Phường 6 và xã Định Bình.

Xã Tắc Vân có diện tích 5,59 km², dân số năm 2023 là 14.180 người, mật độ dân số đạt 2.536 người/km².

## Hành chính
Xã Tắc Vân được chia thành 4 ấp: 1, 2, 3, 4.

## Lịch sử
Sau năm 1975, thị trấn Tắc Vân thuộc huyện Châu Thành, tỉnh Cà Mau.
Ngày 20 tháng 12 năm 1975, Bộ Chính trị Đảng Cộng sản Việt Nam ban hành Nghị quyết số 19/NQ điều chỉnh lại việc hợp nhất tỉnh ở miền Nam Việt Nam cho sát với tình hình thực tế, theo đó tỉnh Cà Mau và tỉnh Bạc Liêu được tiến hành hợp nhất vào ngày 1 tháng 1 năm 1976 với tên gọi ban đầu là tỉnh Cà Mau – Bạc Liêu. Khi đó, thị trấn Tắc Vân thuộc huyện Châu Thành, tỉnh Cà Mau – Bạc Liêu.
Ngày 10 tháng 3 năm 1976, Ban đại diện Trung ương Đảng và Chính phủ đổi tên tỉnh Cà Mau – Bạc Liêu thành tỉnh Minh Hải. Khi đó, thị trấn Tắc Vân thuộc huyện Châu Thành, tỉnh Minh Hải.
Ngày 11 tháng 7 năm 1977, Hội đồng Chính phủ ban hành Quyết định số 181-CP về việc sáp nhập thị trấn Tắc Vân thuộc huyện Châu Thành giải thể vào huyện Giá Rai.
Ngày 29 tháng 12 năm 1978, Hội đồng Chính phủ ban hành Quyết định số 326-CP về việc chuyển thị trấn Tắc Vân thuộc huyện Giá Rai về huyện Cà Mau mới thành lập quản lý.
Ngày 25 tháng 7 năm 1979, Hội đồng Chính phủ ban hành Quyết định số 275-CP về việc xác định địa giới của thị trấn Tắc Vân như sau:
- Phía đông và phía nam giáp xã Định Thành
- Phía tây giáp xã Hòa Thành
- Phía bắc giáp xã Tân Định và xã Tân Thành.

Ngày 30 tháng 8 năm 1983, Hội đồng Bộ trưởng ban hành Quyết định số 94-HĐBT về việc:
- Sáp nhập thị trấn Tắc Vân thuộc huyện Cà Mau mới giải thể vào thị xã Cà Mau
- Đổi tên thị trấn Tắc Vân thành xã Tắc Vân.

Ngày 6 tháng 11 năm 1996, Quốc hội ban hành Nghị quyết về việc chia tỉnh Minh Hải thành hai tỉnh là tỉnh Bạc Liêu và tỉnh Cà Mau. Khi đó, xã Tắc Vân thuộc thị xã Cà Mau, tỉnh Cà Mau.
Ngày 14 tháng 4 năm 1999, Chính phủ ban hành Nghị định số 21/1999/NĐ-CP về việc thành lập thành phố Cà Mau thuộc tỉnh Cà Mau. Xã Tắc Vân trực thuộc thành phố Cà Mau.